# Brian Montenegro
Brian Guillermo Montenegro Martínez (Asunción, 10 giugno 1993) è un calciatore paraguaiano, attaccante dell'Atl. Goianiense in prestito dall'Olimpia.

## Carriera

### Club
Ha esordito nel 2009 in prima squadra collezionando 51 presenze e 7 reti. Dopo aver effettuato un provino per la Fiorentina, nel 2011 si è trasferito prima al Deportivo Maldonado per poi passare subito in prestito al West Ham dove disputerà solo 12' minuti nell'arco di una stagione.
Dopo aver girato varie squadre tra Paraguay e Inghilterra, nell'estate del 2016 decide di firmare per gli argentini del Lanùs

### Nazionale
Nel 2011 viene convocato nell'Under-20 per prendere parte al campionato sudamericano di calcio Under-20.